# Erik Torba
Erik Torba (Esztergom, 1º febbraio 1996) è un lottatore ungherese, specializzato nella lotta greco-romana.

## Palmarès
- Europei

Roma 2020: bronzo nei 63 kg.
- Giochi europei

Minsk 2019: argento nei 60 kg.

## Altre competizioni internazionali
2020
- Argento nei 63 kg nella Coppa del mondo individuale ( Belgrado)